# Classe Almirante Pereira da Silva
A classe Almirante Pereira da Silva (ocasionalmente também referida como classe Almirante) foi um modelo de fragata de escolta oceânica em serviço na Armada Portuguesa entre 1966 e 1985. Baseava-se na classe Dealey da Marinha dos Estados Unidos, sendo os seus três navios construídos em Portugal, nos Estaleiros da Lisnave e nos Estaleiros Navais de Viana do Castelo. A construção foi vítima de inúmeros problemas, dentre os quais se destacou a dificuldade dos estaleiros portugueses em construírem navios que apresentavam uma sofisticação considerável para a época.
A construção das fragatas Pereira da Silva fez parte do esforço de Portugal em possuir fragatas modernas pois as que dispunha a época, da classe Pacheco Pereira, eram fragatas da época da Segunda Guerra Mundial, adquiridas em segunda mão ao Reino Unido e então já totalmente obsoletas,
Eram consideradas demasiado pequenas para comportarem helicópteros que tivessem sensores e pudesse atuar com mau tempo. Não se optou por maiores por escassez de verbas. De conversão impossível, vieram a ser substituídas pelas atuais fragatas da classe Vasco da Gama. Por esta razão a Armada Portuguesa sempre considerou estes navios como um parente pobre, nunca as modernizando e abatendo-as ao efetivo bastante antes do final da sua vida útil.
Pouco depois da construção das fragatas Pereira da Silva, foi construída uma classe adicional de fragatas modernas para a Armada Portuguesa, a Comandante João Belo (também referida como classe Comandante). Enquanto que as Pereira da Silva se destinavam primariamente a operar no seio das forças da NATO no Atlântico Norte, as João Belo destinavam-se a operar nas águas do Ultramar Português, especialmente nas de África, onde decorria a Guerra do Ultramar. 
Os navios da classe Pereira da Silva eram especializados em luta antissubmarina, sendo projetados para atuar no Atlântico Norte contra a ameaça dos submarinos soviéticos. Estava prevista a instalação de armamento mais poderoso, incluindo misseis antinavio, o que nunca aconteceu.

## Unidades
| Número de amura | Nome                        | Início de construção | Aumento ao efetivo da Armada | Estado                                                               |
| --------------- | --------------------------- | -------------------- | ---------------------------- | -------------------------------------------------------------------- |
| F472            | Almirante Pereira da Silva  | 1962                 | 1966                         | Retirados de serviço em 1985. Abatidos ao efetivo da Armada em 1989. |
| F473            | Almirante Gago Coutinho     | 1965                 | 1967                         | Retirados de serviço em 1985. Abatidos ao efetivo da Armada em 1989. |
| F474            | Almirante Magalhães Correia | 1965                 | 1968                         | Retirados de serviço em 1985. Abatidos ao efetivo da Armada em 1989. |